# Golpe de Estado en Guinea-Bisáu de 2003
El golpe de Estado de Guinea-Bisáu de 2003 fue el golpe militar incruento que tuvo lugar en Guinea-Bisáu el 14 de septiembre de 2003, encabezado por el general Veríssimo Correia Seabra contra el actual presidente Kumba Ialá. Seabra se refirió a la «incapacidad» del gobierno de Ialá como justificación para la toma del poder, junto con una economía estancada, inestabilidad política y descontento militar por los salarios impagos.  Ialá anunció públicamente su renuncia el 17 de septiembre, y un acuerdo político firmado ese mes le prohibió participar en política durante cinco años. A finales de septiembre se creó un gobierno de transición liderado por civiles, encabezado por el empresario Henrique Rosa y el secretario general del PRS, Artur Sanhá. 